# Liturgusa krattorum
Liturgusa krattorum is een bidsprinkhaan uit de familie van de Liturgusidae. De soort werd in 2014 ontdekt in Noord-Peru en komt eveneens voor in Ecuador en Colombia. Deze bidsprinkhaan leeft in tropisch regenwoud op middelgrote bomen met een gladde schors.
Opmerkelijk is dat Liturgusa krattorum, evenals andere soorten van het geslacht Liturgusa,  niet in hinderlaag wacht tot prooien dicht genoeg naderen, maar een actieve jachtmethode heeft en gebruik maakt van zijn loopsnelheid om op de gladde boomschors prooien te vangen.
De soort heeft op lichaam en poten een gestreept patroon van afwisselend licht- en donkerbruine banden. De vleugels zijn donkerbruin en de kop en pronotum iets lichter en groenig van kleur. Vrouwtjes hebben een lichaamslengte tussen 30,58 en 37,69 mm. Mannetjes zijn kleiner, met een lichaamslengte tussen 23,24 en 24,68 mm.
Liturgusa krattorum is vernoemd naar Chris en Martin Kratt, de bedenkers en presentatoren van twee Amerikaanse televisieprogramma's voor kinderen, Kratts’ Creatures en Wild Kratts, waarin kennis over dieren centraal staat.